# Jahangir Khan
Pour les articles homonymes, voir Khan (homonymie).
Jahangir Khan, né le 10 décembre 1963 à Karachi, est un joueur de squash professionnel représentant le Pakistan. Avec ses six titres de Champion du monde de squash, 1993 et trois finales, cinq victoires par équipes, dix victoires consécutives au British Open, une victoire à l'US Open et deux au Tournament of Champions, il est considéré comme le meilleur joueur de l'histoire du squash.
Après sa carrière de joueur, il est vice-président de la fédération pakistanaise de squash. Il devient vice-président de la fédération mondiale de squash avant d'en prendre la présidence en 2002. Il est intronisé en 1993 dans le Temple de la renommée du squash.

## Biographie
Le meilleur joueur de l'histoire du squash ne semblait pas, à sa naissance, correspondre à son nom, « le conquérant du monde ». En effet, il naît avec une double hernie qui lui nécessite une intervention chirurgicale dès l'âge de cinq ans. Une deuxième sera nécessaire à douze ans pour le libérer enfin de ce souci médical.
Cela ne l'avait toutefois pas empêché de découvrir le squash à huit ans lorsque son père Roshan Khan qui avait remporté le British Open en 1957, lui avait fait don d'une de ses raquettes. Les recommandations des médecins n'ont aucun poids sur un gamin qui passait ses journées à jouer contre les murs de sa maison.
Il devient champion du Pakistan junior en 1978. La mort de son frère aîné, Torsam Khan, un des meilleurs majeurs du circuit international, le marque de longues semaines. Après avoir envisagé de se retirer du jeu, il décide de continuer pour lui rendre hommage et va s'installer en Angleterre chez son cousin Rehmat Khan. Celui-ci va désormais se consacrer entièrement à sa carrière. L'influence de Rehmat sera déterminante pour la fabuleuse carrière de Jahangir.
Il n'a que dix-sept ans en 1981 lorsqu'il remporte son premier titre mondial. Cette victoire est le début d'une extraordinaire période d'invincibilité : ce n'est que cinq ans et sept mois plus tard que le Néo-Zélandais Ross Norman le bat lors de la finale du championnat du monde 1986. Durant cette période, il aura joué 555 matchs et n'aura cédé que 15 jeux à ses adversaires. Autres exemples de sa domination : la victoire dans un championnat du monde sans avoir perdu un seul jeu ou la victoire dans un tournoi sans laisser un seul point à ses adversaires. Cette période est non seulement la période d'invincibilité la plus longue de la discipline mais l'une des plus grandes toutes disciplines confondues. Cette défaite sera ensuite suivie par une nouvelle période d'invincibilité de neuf mois.
Cette année 1986 voit l'arrivée d'un nouveau joueur pakistanais nommé Khan, Jansher Khan. Originaires tous les deux de la région de Peshawar, ils ne sont toutefois pas de la même famille. Ce joueur devient le grand rival de Jahangir comme le prouve la série de huit victoires consécutives de Jansher dans leurs rencontres directes, dont la victoire pour le titre mondial 1987.
En 1988, Jahangir met fin à cette série et remporte ensuite onze des quinze rencontres les opposant, dont une victoire en finale du championnat du monde 1988. Celui-ci sera son dernier titre mondial, mais sa domination continuera sur le British Open, tournoi majeur du squash, qu'il remportera dix années consécutivement entre 1982 et 1991.
L'évolution du matériel, favorisant la puissance au détriment de ses qualités d'agilité, de réflexe, ainsi que la lassitude, le conduisent en 1991 à se retirer des courts. Seul le défi de redonner au Pakistan un titre mondial par équipes, compétition dominée depuis 1989 par l'Australie, le sortira de sa retraite.
Après sa carrière sportive, il sera tout d'abord vice-président de la fédération pakistanaise de squash. Puis en 1998, il devient vice-président de la fédération mondiale de squash avant d'en prendre la présidence en 2002, mandat qui lui sera de nouveau confié en 2004. Il est intronisé en 1993 dans le Temple de la renommée du squash.

## Palmarès
- Record absolu toutes disciplines sportives confondues du plus grand nombre de matches consécutifs remportés (555)
- Championnat du monde de squash
  - Victoire en 1981, 1982, 1983, 1984, 1985, 1988
  - Finaliste en 1986, 1991, 1993
  - Victoire par équipes en 1981, 1983, 1985, 1987, 1993.
- British Open
  - 10 victoires consécutives de 1982 à 1991
  - Finaliste en 1981.
- US Open :
  - Victoire en 1985
- Tournament of Champions :
  - Victoires en 1984 et 1985